# باد سميث (لاعب كرة قاعدة)
باد سميث (بالإنجليزية: Bud Smith)‏ هو لاعب كرة قاعدة أمريكي، ولد في 23 أكتوبر 1979 في توررانسي في الولايات المتحدة.

## وصلات خارجية
- باد سميث على موقعبيزبول رفرنس.كوم (الدوري الرئيسي) (الإنجليزية)